# NGC 1582
NGC 1582 في الفهرس العام الجديد، هو عنقود نجمي، يقع في كوكبة حامل رأس الغول. اكتشف في 7 أكتوبر 1788. بواسطة ويليام هيرشل .

## روابط خارجية
- NGC 1582 على موقع ويكي سكاي: DSS2, SDSS, GALEX, IRAS, Hydrogen α, X-Ray, Astrophoto, Sky Map, Articles and images